# 丰特奈欧罗斯站
丰特奈欧罗斯站（法語：Gare de Fontenay-aux-Roses），是法国的一个铁路车站，属于大区快铁B线B2支线。开通于1892年，位于上塞纳省丰特奈欧罗斯。属于第三收费区（法語：Zone 3）。